# Primer ministro de Senegal
El primer ministro de Senegal fue el jefe de Gobierno de Senegal y es nombrado por el presidente. El actual primer ministro es Ousmane Sonko desde el 3 de abril de 2024.

## Historia

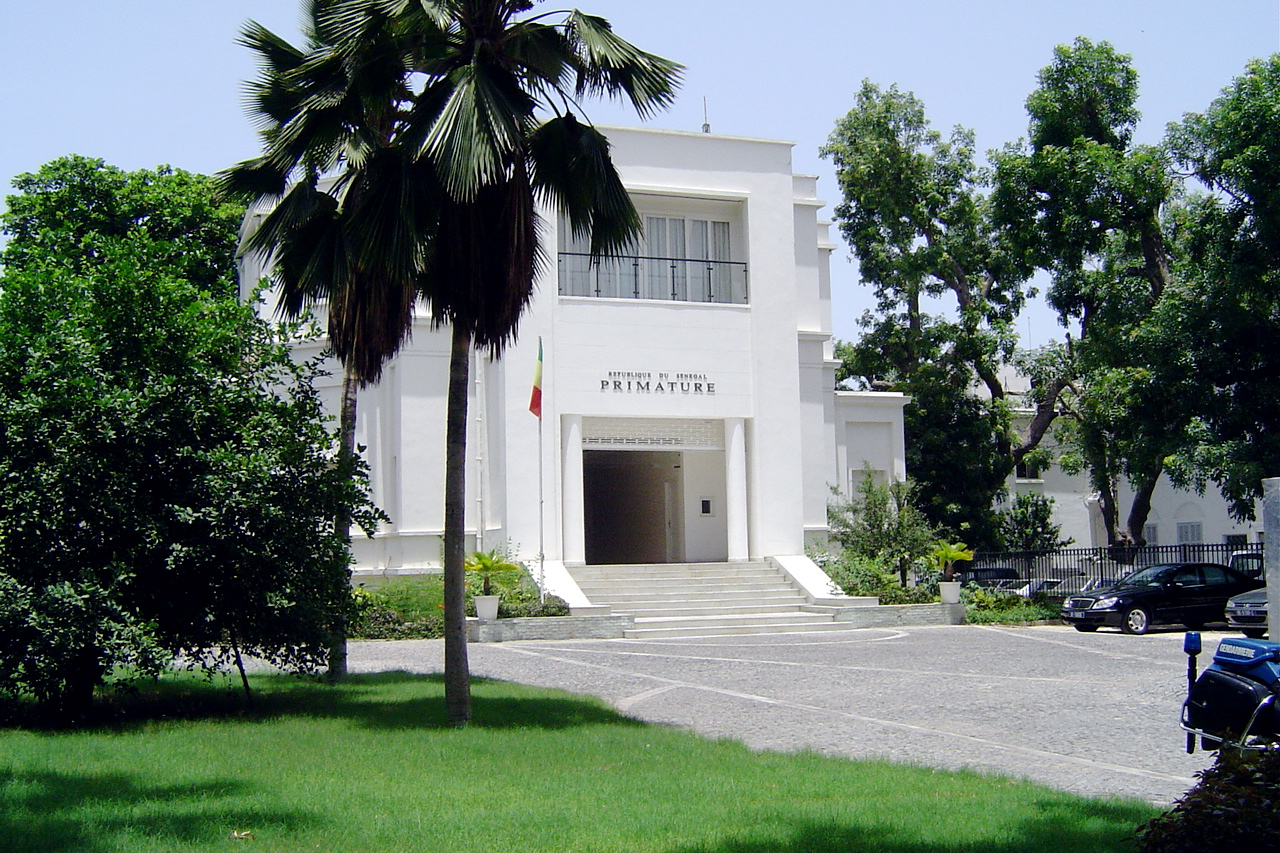
La Primature, la residencia del Primer ministro en Dakar.

En 1963, debido al deterioro de las relaciones con Mamadou Dia, que fue acusado de liderar un intento de golpe de Estado, el presidente Leopold Sedar Senghor elimina el puesto de Primer ministro, después de la aprobación de la decisión a través de un referéndum. 
Este cargo se restauró en 1970 tras un nuevo referéndum y Abdou Diouf, entonces, ocupa el puesto hasta que sustituyó en el cargo de presidente a Senghor en 1981. La función de primer ministro es otra vez suprimida entre 1983 y 1991.
En 2000 se rompió el monopolio del Partido Socialista cuando fue elegido Moustapha Niasse (Alianza de las Fuerzas del Progreso) bajo la presidencia de Wade (Partido Democrático Senegalés). Pero la difícil relación llevó a la dimisión de Niasse en 2001. En 2004 tomó el poder  Macky Sally quien llevó a cabo un importante programa de infraestructuras, pero el presidente Wade lo cesó tras las elecciones parlamentarias de 2007. El nuevo primer ministro, Cheikh Hadjibou Soumaré, se mantuvo hasta las elecciones de 2009, cuando la oposición obtuvo más escaños, siendo sustituido por Souleymane Ndéné Ndiaye.
Con la derrota de Wade en las presidenciales de 2012 el nuevo presidente y antiguo primer ministro Macky Sally nombró nuevo primer ministro Abdoul Mbaye (2012-2013) y después a Aminata Touré (2013-2014), primera mujer en ocupar el cargo de jefa de gobierno de Senegal.
En 2014 fue nombrado Mohammed Dionne, que tras las elecciones parlamentarias de 2017, fue reafirmado en el cargo por el presidente.
El 14 de mayo de 2019, se promulgó un decreto que abolió el cargo.
En noviembre de 2021, Macky Sall anunció el regreso del cargo de primer ministro suprimido desde 2019. Esto se materializó en septiembre de 2022, con el nombramiento de Amadou Ba.

## Mandato
El primer ministro es nombrado por el presidente de Senegal, quien a su vez cesa al Primer ministro. El primer ministro, a su vez, nombra al gabinete de Senegal, tras haberlo consultado con el presidente. 
El primer ministro es responsable ante el presidente y la Asamblea por lo que en cualquier momento puede ser cesado. El Gobierno al ser una institución colegiada, el cese o renuncia del Primer ministro conlleva la de todo el gabinete (artículo 56)

## Poderes
La Constitución de 2001 determina que el Primer ministro como jefe del Gobierno y sus ministros conforman el Gobierno de Senegal . Y este es el encargado de conducir y coordinar las políticas de la Nación bajo la dirección del Primer ministro (artículo 53). El primer ministro es responsable ante el presidente y la Asamblea Nacional, ante la cual debe hacer una declaración de su política después de su nombramiento (artículos 53 y 55) teniendo que ser aprobado por mayoría (artículo 55)

## Residencia
El primer ministro tiene como residencia oficial La Primature con sede en Dakar, la capital del país.

## Lista de Primeros ministros (1960-)[2]
| Espectro político |
| --- |
| UPS Partido Socialista Partido Democrático Senegalés Alianza de las Fuerzas del Progreso Independiente Alianza por la República Patriotas Africanos de Senegal por el Trabajo, la Ética y la Fraternidad |

| Primer ministro                                                  | Primer ministro                              | Primer ministro             | Inicio                   | Fin                     |               | Partido              | Elecciones                                | Presidente              | Presidente                        | Presidente |
| ---------------------------------------------------------------- | -------------------------------------------- | --------------------------- | ------------------------ | ----------------------- | ------------- | -------------------- | ----------------------------------------- | ----------------------- | --------------------------------- | ---------- |
|                                                                  |                                              | Mamadou Dia (1910-2009)     | 18 de mayo de 1960       | 18 de diciembre de 1962 |               | UPS                  | Designado por el presidente (artículo 49) |                         | Léopold Sédar Senghor (1960-1980) |            |
| Puesto abolido (18 de diciembre de 1962 - 26 de febrero de 1970) |                                              |                             |                          |                         |               |                      | Designado por el presidente (artículo 49) |                         | Léopold Sédar Senghor (1960-1980) |            |
|                                                                  |                                              | Abdou Diouf (1935-)         | 26 de febrero de 1970    | 31 de diciembre de 1980 |               | UPS PSS (desde 1976) | Designado por el presidente (artículo 49) |                         | Léopold Sédar Senghor (1960-1980) |            |
|                                                                  | Habib Thiam (1933-2017)                      | 1 de enero de 1981          | 3 de abril de 1983       |                         | PSS           |                      | Designado por el presidente (artículo 49) | Abdou Diouf (1980-2000) |                                   |            |
|                                                                  | Moustapha Niasse (1939-) Presidente interino | 3 de abril de 1983          | 29 de abril de 1983      |                         | PSS           |                      | Designado por el presidente (artículo 49) | Abdou Diouf (1980-2000) |                                   |            |
| Puesto abolido (29 de abril de 1983 - 8 de abril de 1991)        |                                              |                             |                          |                         |               |                      | Designado por el presidente (artículo 49) | Abdou Diouf (1980-2000) |                                   |            |
|                                                                  |                                              | Habib Thiam (1933-2017)     | 8 de abril de 1991       | 3 de julio de 1998      |               | PSS                  | Designado por el presidente (artículo 49) | Abdou Diouf (1980-2000) |                                   |            |
|                                                                  | Mamadou Lamine Loum (1952-)                  | 3 de julio de 1998          | 5 de abril de 2000       |                         |               | PSS                  | Designado por el presidente (artículo 49) | Abdou Diouf (1980-2000) |                                   |            |
|                                                                  |                                              | Moustapha Niasse (1939-)    | 5 de abril de 2000       | 3 de marzo de 2001      |               | AFP                  | Designado por el presidente (artículo 49) |                         | Abdoulaye Wade (2000-2012)        |            |
|                                                                  |                                              | Mame Madior Boye (1940-)    | 3 de marzo de 2001       | 4 de noviembre de 2002  |               | PDS                  | Designado por el presidente (artículo 49) |                         | Abdoulaye Wade (2000-2012)        |            |
|                                                                  | Idrissa Seck (1960-)                         | 4 de noviembre de 2002      | 21 de abril de 2004      |                         |               | PDS                  | Designado por el presidente (artículo 49) |                         | Abdoulaye Wade (2000-2012)        |            |
|                                                                  | Macky Sall (1961-)                           | 21 de abril de 2004         | 19 de junio de 2007      |                         |               | PDS                  | Designado por el presidente (artículo 49) |                         | Abdoulaye Wade (2000-2012)        |            |
|                                                                  | Cheikh Hadjibou Soumaré (1951-)              | 19 de junio de 2007         | 30 de abril de 2009      |                         | independiente |                      | Designado por el presidente (artículo 49) |                         | Abdoulaye Wade (2000-2012)        |            |
|                                                                  | Souleymane Ndéné Ndiaye (1958-)              | 30 de abril de 2009         | 5 de abril de 2012       |                         | PDS           |                      | Designado por el presidente (artículo 49) |                         | Abdoulaye Wade (2000-2012)        |            |
|                                                                  |                                              | Abdoul Mbaye (1953-)        | 5 de abril de 2012       | 1 de septiembre de 2013 |               | independiente        | Designado por el presidente (artículo 49) |                         | Macky Sall (2012-2024)            |            |
|                                                                  |                                              | Aminata Touré (1962-)       | 1 de septiembre de 2013  | 8 de julio de 2014      |               | APR                  | Designado por el presidente (artículo 49) |                         | Macky Sall (2012-2024)            |            |
|                                                                  |                                              | Mohammed Dionne (1959-2024) | 8 de julio de 2014       | 14 de mayo de 2019      |               | independiente        | Designado por el presidente (artículo 49) |                         | Macky Sall (2012-2024)            |            |
| Puesto abolido (14 de mayo de 2019 - 17 de septiembre de 2022)   |                                              |                             |                          |                         |               |                      | Designado por el presidente (artículo 49) |                         | Macky Sall (2012-2024)            |            |
|                                                                  |                                              | Amadou Ba (1961-)           | 17 de septiembre de 2022 | 6 de marzo de 2024      |               | APR                  | Designado por el presidente (artículo 49) |                         | Macky Sall (2012-2024)            |            |
|                                                                  | Sidiki Kaba (1950-)                          | 6 de marzo de 2024          | 3 de abril de 2024       |                         |               | APR                  | Designado por el presidente (artículo 49) |                         | Macky Sall (2012-2024)            |            |
|                                                                  |                                              | Ousmane Sonko (1974-)       | 3 de abril de 2024       | en el cargo             |               | PASTEF               | Designado por el presidente (artículo 49) |                         | Bassirou Diomaye Faye (2024-)     |            |